# Ophiothrix deceptor
Ophiothrix deceptor är en ormstjärneart som beskrevs av Jean Baptiste François René Koehler 1922. Ophiothrix deceptor ingår i släktet Ophiothrix och familjen Ophiothrichidae. Inga underarter finns listade i Catalogue of Life.